# 楚岑豪森
楚岑豪森是德国巴登-符腾堡州的一个市镇。总面积11.64平方公里，总人口2176人，其中男性1078人，女性1098人（2011年12月31日），人口密度187人/平方公里。